# Koltålder

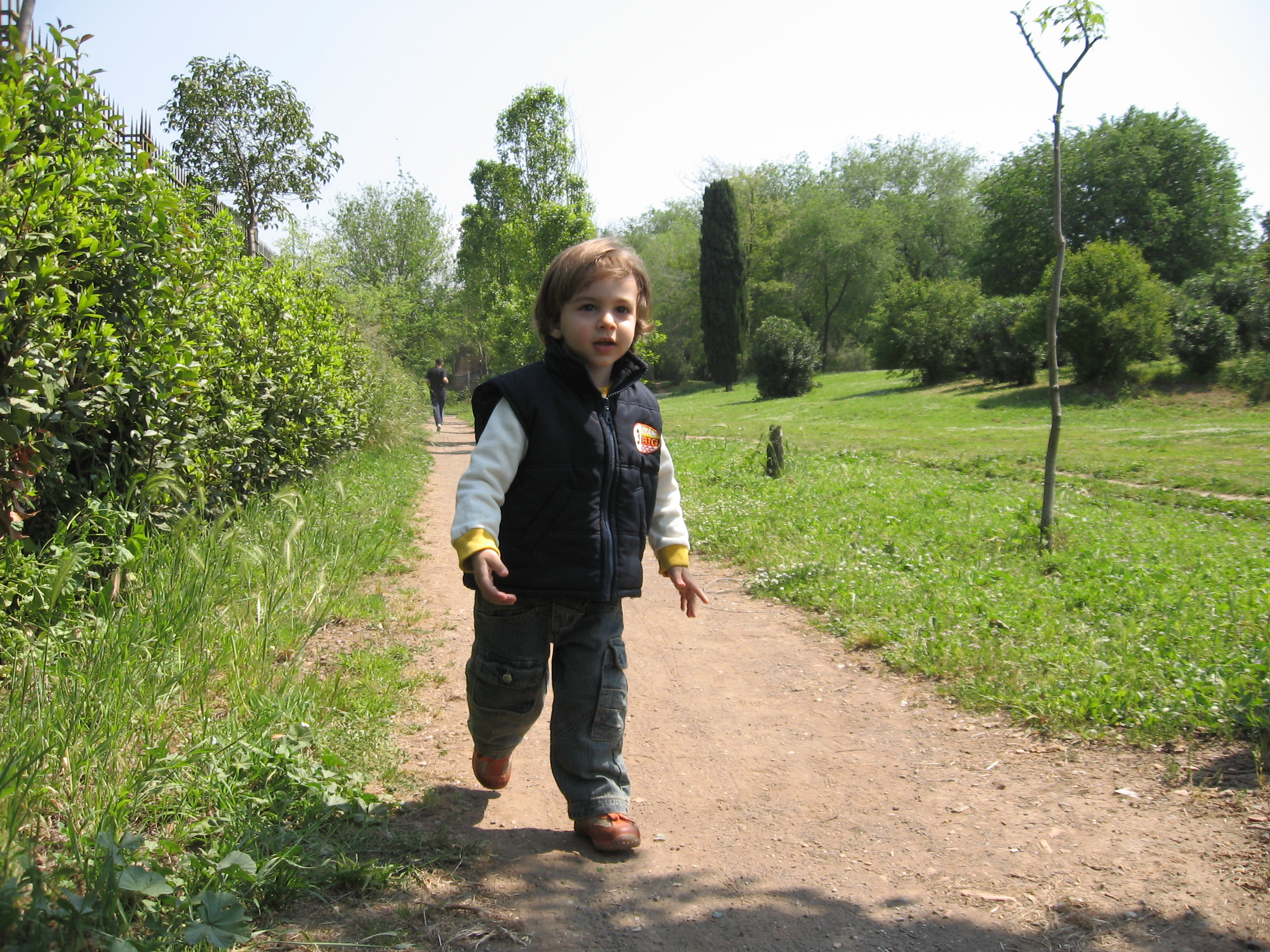
Ett gossebarn i koltåldern.

Koltåldern, eller småbarnsåldern, är åldern som följer efter spädbarnsåldern, det vill säga mellan ett och tre års ålder. Uttrycket koltåldern kommer av att barn i denna ålder förr var klädda i kolt, ett klänningsliknande plagg som bars av både pojkar och flickor. Koltåldern sträcker sig upp till förskoleåldern.
Ordet "koltåldern" används vanligen i bestämd form och är belagt i svenska språket sedan 1920.
Yngre barn, särskilt i koltåldern och förskoleåldern, kan även benämnas småbarn.